# Voyage 34 (Remix)
Voyage 34 (Remix) è il secondo EP del gruppo musicale britannico Porcupine Tree, pubblicato il 29 novembre 1993 dalla Delerium Records.

## Descrizione
Pubblicato esclusivamente in vinile, contiene la terza e quarta fase del brano originariamente apparso nell'EP omonimo. La terza fase, sottotitolata Astralasia Dreamstate, è una nuova versione remixata da Swordfish (alias di Marc Hunt degli Astralasia), mentre la quarta, sottotitolata  A New Civilisation, è una rivisitazione curata da Steven Wilson e Richard Barbieri, quest'ultimo successivamente entrato in pianta stabile nei Porcupine Tree.
Nel 2000 i remix, insieme alla versione originaria di Voyage 34, sono stati inclusi nella raccolta Voyage 34: The Complete Trip.

## Tracce
Testi e musiche di Steven Wilson.
Lato A
1. Voyage 34: Phase III (Astralasia Dreamstate) – 19:35

Lato B
1. Voyage 34: Phase IV (A New Civilisation) – 19:44

## Formazione
- Swordfish – registrazione e produzione (traccia 1)
- Steven Wilson – programmazione, produzione e strumentazione (traccia 2)
- Richard Barbieri – programmazione, produzione e strumentazione (traccia 2)